# مونت‌کارمل (ایلینوی)
مونت‌کارمل، ایلینوی (به انگلیسی: Mount Carmel, Illinois) یک شهر در ایالات متحده آمریکا با جمعیت ۷٬۲۸۴ نفر است که در ایلینوی واقع شده‌است.